# El Zapote (centrala Turicato kommun)
El Zapote är en ort i Mexiko.   Den ligger i kommunen Turicato och delstaten Michoacán de Ocampo, i den södra delen av landet, 250 km väster om huvudstaden Mexico City. El Zapote ligger 768 meter över havet och antalet invånare är 124.
Terrängen runt El Zapote är kuperad, och sluttar österut. Runt El Zapote är det ganska glesbefolkat, med 25 invånare per kvadratkilometer. Närmaste större samhälle är Cuitzián Grande, 11,6 km sydost om El Zapote. I omgivningarna runt El Zapote växer huvudsakligen savannskog.